# Sung Nak-woon
Sung Nak-woon (2 de fevereiro de 1926 - 28 de maio de 1997) foi um futebolista sul-coreano que atuava como atacante.

## Carreira
Sung Nak-woon fez parte do elenco da Seleção Sul-Coreana de Futebol, na Copa do Mundo de 1954.